# المنخول في علم الأصول
المنخول في علم الأصول هو كتاب من تأليف الغزالي في علم الأصول، ويعتبر باكوره أعماله في هذا الباب. ألف الغزالي في حياة شيخه إمام الحرمين الجويني، واختصر فيه آراءه في الأصول ومع ذلك ظلت شخصيته النقادة حاضرة وقوية.
تراجع الغزالي عن كثير من آراءه الأصوليه التي تبناها في المنخول في كتبه الأخرى مثل المستصفي وهو الأمر الذي جعل المنخول أقل شؤما عند المحققين من كتبه الأخرى، وهو ما يفسر أنه أقل كتبه رواجا وانتشارا، وقل اعتناء الناشرين بطبعه وترويجه حتى لا تكاد تجد منه اليوم نسخة في المكتبات التجارية من طبعته اليتيمة التي حققها د.الهيتو